# Фредерік Альберт Вінзор
Фредерік Альберт Вінзор, спочатку Фрідріх Альбрехт Вінцер (1763, Брауншвейг, Князівство Брауншвейг-Вольфенбюттель — 11 травня 1830, Париж) — німецький винахідник, один із піонерів газового освітлення у Великій Британії та Франції.

## Життєпис

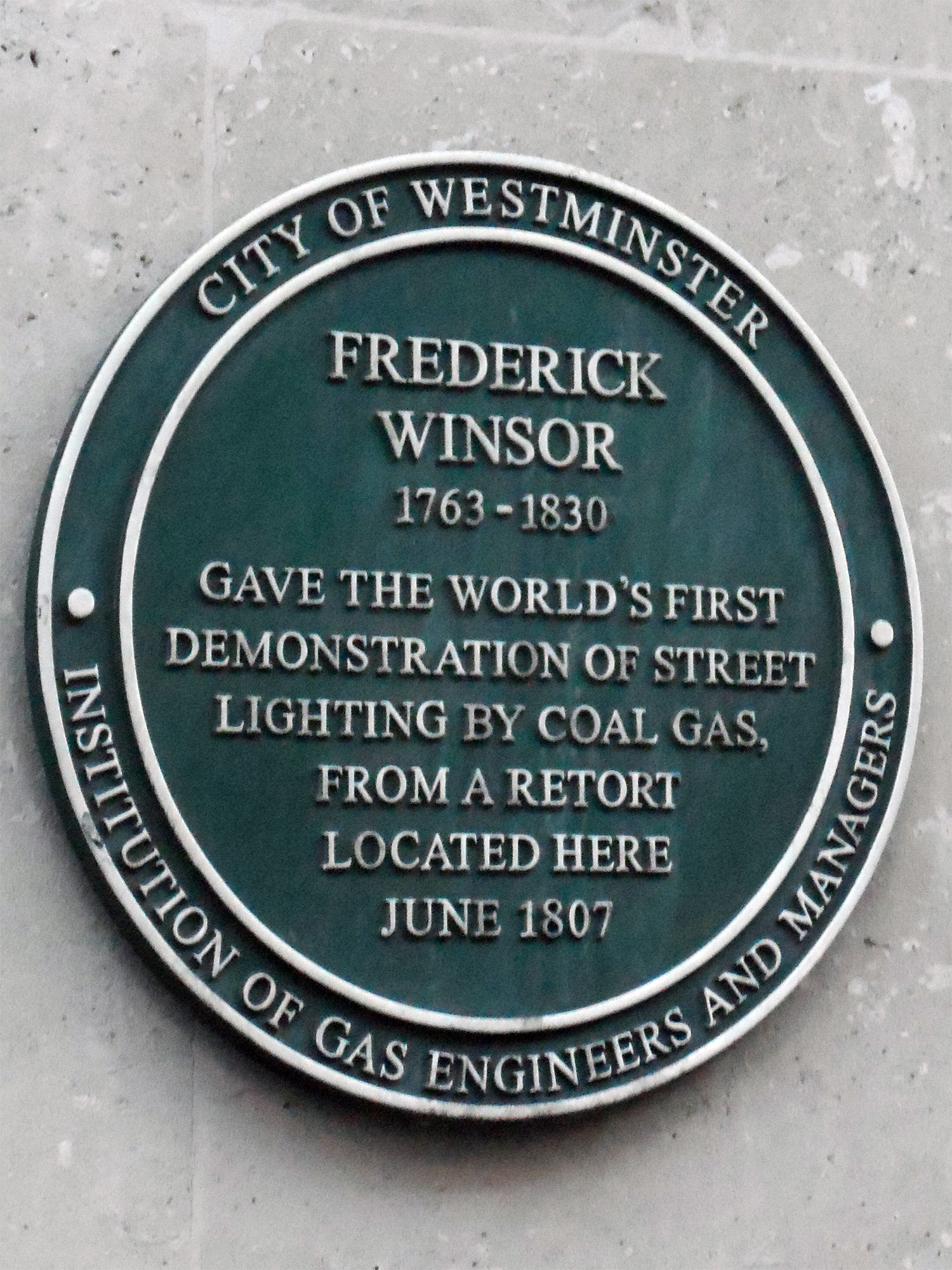
Зелена дошка на честь піонерської демонстрації Вінзора щодо вуличного газового освітлення в 100 Pall Mall, Лондон

Вінзор поїхав до Великої Британії до 1799 року і зацікавився технологією та економікою палива. У 1802 році він поїхав до Парижа, щоб дослідити «термолампу», яку французький інженер Філіп Лебон запатентував у 1799 році. Повернувшись до Великої Британії, він заснував газовий завод і в 1807 році освітлював газовими лампами один бік Pall Mall у Лондоні. У 1804—1809 рр. він отримав різні патенти на газові печі та подав до парламенту заявку на отримання статуту компанії Gas Light and Coke Company, оскільки Вінзор знову переїхав до Франції, але на відміну від успіху, який він мав у Великій Британії, у Парижі його компанія не мала успіху і була ліквідована в 1819 році. Дистиляційна реторта, яку використовував Вінзор, складалася із залізного горщика з закритою кришкою. Кришка мала трубу в центрі, що вела до конічної конденсаційної ємності, всередині якої були відсіки з перфорованими відділеннями для розподілу газу для очищення його від сірководню та аміаку. Пристрій був не дуже вдалим, а газ, який спалювався, був нечистим і виділяв різкий запах. Вінзор опублікував опис термолампи, винайденої Лебоном з Парижа у 1802 році,  демонструючи корисне застосування запатентованих освітлювальних печей.
Фредерік Альберт Вінзор помер у Парижі і був похований на цвинтарі Пер-Лашез. На його честь названо Winsor Terrace в Бектоні, колишню під'їзну дорогу до Beckton Gas Works.